# ミッドナイト・ビリーヴァー
『ミッドナイト・ビリーヴァー』（Midnight Believer）は、アメリカ合衆国のブルース・ミュージシャン、B.B.キングが1978年に発表したスタジオ・アルバム。フュージョン・バンド「ザ・クルセイダーズ」のメンバーがレコーディングに参加しており、「ネヴァー・メイク・ア・ムーヴ・トゥー・スーン」には、ザ・クルセイダーズが過去に発表したインストゥルメンタル「グリージー・スプーン」からの引用が含まれている。

## 反響・評価
アメリカでは総合アルバム・チャートのBillboard 200で124位に達し、『ビルボード』のR&Bアルバム・チャートでは27位を記録した。『ビルボード』のR&Bシングル・チャートでは「ネヴァー・メイク・ア・ムーヴ・トゥー・スーン」が19位、「アイ・ジャスト・キャント・リーヴ・ユア・ラヴ・アローン」が90位に達した。
Bill Dahlはオールミュージックにおいて5点満点中3点を付け「キングとザ・クルセイダーズが、少々ファンキー、そしてコンテンポラリーなスタイルで混ざり合っている」と評している。『ローリング・ストーン』誌の2015年の企画「B.B.キングの最も偉大な10曲」には、本作からの「ネヴァー・メイク・ア・ムーヴ・トゥー・スーン」も含まれている。

## 収録曲
特記なき楽曲はウィル・ジェニングスとジョー・サンプルの共作。
1. ホエン・イット・オール・カムズ・ダウン（アイル・スティル・ビー・アラウンド） - When It All Comes Down (I'll Still Be Around) – 4:13
2. ミッドナイト・ビリーヴァー - Midnight Believer – 5:00
3. アイ・ジャスト・キャント・リーヴ・ユア・ラヴ・アローン - I Just Can't Leave Your Love Alone – 4:38
4. ホールド・オン（アイ・フィール・アワ・ラヴ・イズ・チェンジング） - Hold On (I Feel Our Love Is Changing) – 4:12
5. ネヴァー・メイク・ア・ムーヴ・トゥー・スーン - Never Make a Move Too Soon (Will Jennings, Stix Hooper) – 5:29
6. ア・ワールド・フル・オブ・ストレンジャーズ - A World Full of Strangers – 4:22
7. レット・ミー・メイク・ユー・クライ・ア・リトル・ロンガー - Let Me Make You Cry a Little Longer – 5:48

## 参加ミュージシャン
- B.B.キング - ボーカル、ギター
- ジョー・サンプル - キーボード
- ディーン・パークス - リズムギター
- ロナルド・バウティスタ - リズムギター
- ロバート・ポップウェル - ベース(on #1, #3, #4, #5, #7)
- ウィルトン・フェルダー - ベース(on #2, #6)、テナー・サクソフォーン・ソロ(on #5)
- スティックス・フーパー - ドラムス(on #1, #2, #4, #7)
- ジェイムス・ガドソン - ドラムス(on #3, #5, #6)
- スティーヴ・マダイオ、チャック・フィンドレー、ジョージ・ボハノン、デニス・クイットマン、カート・マクゲトリック、ゲイリー・ハービグ - ホーン・セクション
- エイブ・モスト、ディック・キャリー、ロバート・エネヴォルドセン、エディ・ミラー - ホーン・セクション(on #3)
- ジュリア・ティルマン、マキシン・ウィラード、ルーサー・ウォーターズ、オーレン・ウォーターズ - バックグラウンド・ボーカル
- シド・シャープ - ストリングス指揮